# دنیم ایر
دنیم ایر (به انگلیسی: Denim Air) یک شرکت هواپیمایی با کد یاتا J7 است که در تاریخ ۱ فوریه ۱۹۹۶ میلادی تأسیس شده است.
دفتر مرکزی دنیم ایر در هلند واقع شده‌است.